# 린쯔샹
린쯔샹(林子祥, 1947년 10월 12일 ~ )은 홍콩 출신의 가수이자 배우이다.
홍콩에서 출생하였고 지난날 한때 중화인민공화국 광둥 성 장먼 시 신후이 구에서 잠시 유아기를 보낸 적이 있다.

## 음반

### 광동어 앨범
- 1978년 各師各法
- 1979년 抉擇
- 1980년 摩登土佬、一個人
- 1981년 活色生香
- 1981년 林子祥精選
- 1982년 海市蜃樓
- 1983년 愛情故事
- 1984년 愛到發燒、林子祥創作歌集
- 1985년 林子祥85特輯（LAM '85）、十分十二吋、誘惑
- 1986년 最愛、千億個夜晚
- 1987년 花街70號
- 1988년 林子祥創作+流行歌集、子祥經典音樂、生命之曲
- 1989년 長青歌集
- 1990년 日落日出、十三子祥
- 1991년 小說歌集 (황비홍 주제곡이 삽입되어 대한민국에서도 발매)
- 1992년 最難忘的你、祈望
- 1993년 93創作歌集
- 1994년 單手拍掌
- 1996년 緣是這樣
- 1997년 好氣連祥
- 1998년 現代人新曲+精選
- 2001년 只有林子祥
- 2004년 Until We Meet Again
- 2007년 佐治地球轉
- 2010년 Lamusique CD+高清Made in Love音樂會DVD
- 2011년 Lamusique Vintage（CD + DVD）
- 2014년 LAMUSIC Original Classics

### 영어 앨범
- 1976년 Lam
- 1977년 Lam II
- 1978년 Teresa Carpio & Lam
- 1990년 Lessons
- 1993년 When a Man Loves a Woman

### 보통화 앨범
- 1991년 這是你是真的傷了我的心
- 1992년 這樣愛過你
- 1993년 決定
- 1995년 感謝
- 1998년 尋祥歌